# Галіль-паша
Галіль Кюстенділі-паша (близько 1620—1685) — бейлербей (правитель провінції) Кам'янецького ейялету (1672—1676, 1677—1680).

## Життєпис
Розпочав кар'єру у брата — Шатира Хусейна-паші. При дворі султана дослужився до офіцерського чину капиджи-паші — командира загону палацової сторожі. Протягом 1663, 1665, 1666 і 1668 призначався бейлербеєм Еґеру (Угорщина), Сівасу, Анатолії (сучасні провінції Туреччини) та Румелії (у 17 столітті Румелія охоплювала, крім Болгарії, сучасну Македонію, Північну Грецію, частину Сербії, Албанії, Боснії й Герцеговини та частину сучасної Туреччини). Згодом став бейлербеєм Очакова. Проявив себе владним і обдарованим адміністратором, хоробрим воєначальником. Зі створенням восени 1672 Кам'янецького ейялету став його першим бейлербеєм і перебував на цій посаді (за винятком 1676—1677) до початку 1680. Відіграв провідну роль в організації адміністративно-територіального устрою ввіреного йому ейялету, запровадив на його території османську модель соціально-економічних відносин, яка не передбачала закріпачення селян, займався (1673) ремонтом укріплень міста Кам'янця (нині Кам'янець-Подільський), насамперед фортеці й мосту. 1680 звільнений зі служби за віком. 1684 призначений губернатором острова Хіос (в Егейському морі, нині територія Греції), а 1685 — головнокомандувач турецькими військами у Пелопоннесі (півострів, Греція). Того ж року помер від ран, одержаних під час облоги міста Короні (на півдні Пелопоннесу).